# Thiocyanate de plomb(II)
Le thiocyanate de plomb(II) de formule semi-développée Pb(SCN)2 est un composé inorganique. Il s'agit du sel d'un ion plomb2+ avec deux anions thiocyanate, SCN−.
Le thiocyanate de plomb(II) peut être préparé par métathèse avec de l'acétate de plomb(II) dissous dans l'eau et du thiocyanate de potassium, KSCN ou d'ammonium, NH4SCN, provoquant ainsi la précipitation du thiocyanate de plomb :
Pb2+(aq) + 2 SCN−(aq) → Pb(SCN)2(s)
Cependant, le thiocyanate de plomb(II) étant raisonnablement soluble (ce qui explique aussi sa toxicité), il peut être difficile de le faire précipiter (et donc de l'identifier) dans des solutions faiblement concentrées. Il semble toutefois que des solutions sans précipité et de concentration borderline puissent former des cristaux de thiocyanate de plomb(II).[réf. souhaitée]